# Omphalotropis cheynei
Omphalotropis cheynei é uma espécie de gastrópode  da família Assimineidae.
É endémica de Palau.